# Aserbajdsjan ved sommer-OL 2020
Aserbajdsjan deltog under Sommer-OL 2020 i Tokyo som bliver afviklet i perioden 23. juli til 8. august 2021.

## Medaljer
| 2020 Tokyo   | Guld | Sølv | Bronze | Total |
| Aserbajdsjan | 0    | 3    | 4      | 7     |

### Medaljevinderne
| Aserbajdsjan under sommer-OL 2020 i Tokyo | Aserbajdsjan under sommer-OL 2020 i Tokyo | Aserbajdsjan under sommer-OL 2020 i Tokyo | Aserbajdsjan under sommer-OL 2020 i Tokyo | Aserbajdsjan under sommer-OL 2020 i Tokyo |
| Medalje                                   | Navn                                      | Sport                                     | Event                                     | Dato                                      |
| ----------------------------------------- | ----------------------------------------- | ----------------------------------------- | ----------------------------------------- | ----------------------------------------- |
| Sølv                                      | Irina Zaretska                            | Karate                                    | Damernes +61 kg                           | 7. august                                 |
| Sølv                                      | Rafael Aghayev                            | Karate                                    | Men's 75 kg                               | 6. august                                 |
| Sølv                                      | Haji Aliyev                               | Brydning                                  | Mændenes 65 kg fristil                    | 7. august                                 |
| Bronze                                    | Iryna Kindzerska                          | Judo                                      | Women's +78 kg                            | 30. juli                                  |
| Bronze                                    | Loren Alfonso                             | Boksning                                  | Men's light heavyweight                   | 1. august                                 |
| Bronze                                    | Rafig Huseynov                            | Brydning                                  | Mændenes 77 kg græsk-romersk stil         | 3. august                                 |
| Bronze                                    | Mariya Stadnik                            | Brydning                                  | Damernes 50 kg fristil                    | 7. august                                 |